# 伊東テレビクラブ
有限会社伊東テレビクラブ（いとうテレビクラブ）は、静岡県伊東市寿町に本社がある日本のケーブルテレビ局である。伊東市街地をサービスエリアとしている。

## サービスエリア
- 静岡県伊東市
  - 大原、音無町、岡広町、銀座元町、猪戸、静海町、芝町、宝町、竹の内、竹の台、中央町、渚町、馬場町、東松原、松原、松原湯端、松原本町、物見が丘、湯川、湯田町、和田町
    - 以下一部（瓶山、岡、玖須美元和田、弥生町、新井、桜木町、鎌田、寿町、幸町、末広町）

## 主な放送チャンネル

### 地上波系列別再送信局
| NHK-G           | NHK-E   | NNN / NNS      | ANN            | JNN      | TXN        | FNN / FNS  | JAITS        |
| --------------- | ------- | -------------- | -------------- | -------- | ---------- | ---------- | ------------ |
| NHK静岡 NHK東京 | NHK静岡 | 静岡第一テレビ | 静岡朝日テレビ | 静岡放送 | テレビ東京 | テレビ静岡 | TOKYO MX tvk |

### 放送チャンネル
| デジタル           | 放送局                                       |
| ------------------ | -------------------------------------------- |
| D011               | NHK静岡総合                                  |
| D011-1             | NHK東京総合                                  |
| D021               | NHK静岡教育                                  |
| D031               | tvk                                          |
| D041               | Daiichi-TV                                   |
| D051               | 静岡朝日テレビ                               |
| D061               | SBS                                          |
| D071               | テレビ東京                                   |
| D081               | テレビ静岡                                   |
| D091               | TOKYO MX1                                    |
| D093               | TOKYO MX2                                    |
| D121               | CVAコミュニティ （基本チャンネル）           |
| D122               | CVAバラエティ （IKC）                        |
| BS101              | NHK BS                                       |
| BS4K 101           | NHK BSプレミアム4K                           |
| BS141-143 BS4K 141 | BS日テレ／BS日テレ4K                         |
| BS151-153 BS4K 151 | BS朝日／BS朝日4K                             |
| BS161-163 BS4K 161 | BS-TBS／BS-TBS 4K                            |
| BS171-173 BS4K 171 | BSテレ東／BSテレ東4K                         |
| BS181-183 BS4K 181 | BSフジ／BSフジ 4K                            |
| BS191              | WOWOW プライム                               |
| BS192              | WOWOW ライブ                                 |
| BS193              | WOWOW シネマ                                 |
| BS211              | BS11                                         |
| BS4K211            | ショップチャンネル 4K                        |
| BS4K221            | 4K QVC                                       |
| BS222              | TwellV                                       |
| C725               | 女性チャンネル♪LaLa TV                       |
| C730               | J SPORTS 3                                   |
| C731               | J SPORTS 1                                   |
| C732               | J SPORTS 2                                   |
| C736               | 日テレジータス                               |
| C737               | ゴルフネットワーク                           |
| C752               | 日本映画専門チャンネル                       |
| C753               | 時代劇専門チャンネル                         |
| C756               | ムービープラス                               |
| C757               | アクションチャンネル                         |
| C758               | ミステリーチャンネル                         |
| C767               | 日テレプラス ドラマ・アニメ・音楽ライブ      |
| C770               | 音楽・ライブ! スペースジャワ―TV              |
| C773               | MUSIC ON! TV（エムオン!）                    |
| C774               | 歌謡ポップスチャンネル                       |
| C781               | キッズステーション テレビアニメ・劇場版・OVA |
| C782               | アニマックス                                 |
| C790               | 日経CNBC                                     |
| C793               | 日テレNEWS24                                 |
| C796               | ディスカバリーチャンネル                     |
| C797               | アニマルプラネット                           |

- デジタルTVはJC-HITSを使用している。
- デジアナ変換は2015年（平成27年）3月12日をもって終了した。

## 東京キー局デジタル放送の区域外再放送
- 東京キー局デジタル放送の区域外再放送は2008年（平成20年）頃に東京キー局（日本テレビ・テレビ朝日・TBSテレビ・テレビ東京・フジテレビ）から合意を得られ再送信を開始したが、2009年（平成21年）頃、総務大臣の許可を得ずに有線テレビジョン放送施設を変更し当該有線テレビジョン放送施設を利用して放送事業者（東京キー局5局）の同意を得ずにテレビジョン放送を再送信するなどの有線テレビジョン放送法違反行為発覚により、一時デジタル放送のみ停波されたが2011年（平成23年）4月4日から東京キー局5局の再放送を再開した。
- 当初は2014年（平成26年）7月24日までの再放送であったが何度か延長された。しかし日本テレビ・テレビ朝日・TBS・フジテレビについては県内に系列局があり、同様のサービスを実施している理由から同意を得られなかった為に2018年（平成30年）9月30日をもって再放送を終了した。
- 県内に系列局の無いテレビ東京は2020年（令和2年）3月31日まで再放送される。翌4月1日以降も再放送出来るよう協議する予定。

## 関連頂目
- シーブイエー - デジタル121・122chでコミュニティ放送を放送している。
- 伊豆急ケーブルネットワーク - アナログ5chとして放送していたが、2015年3月12日以降はデジタル122ch（CVAバラエティ）でIKC121chの内容を放送している。
- ケーブルテレビ局の一覧
- 区域外再放送
- セットトップボックス
- ケーブルテレビ
- 日本ケーブルテレビ連盟